# John Ogonowski
John Alexander Ogonowski (Lowell, 24 gennaio 1951 – New York, 11 settembre 2001) è stato un aviatore statunitense. Era il pilota del Volo American Airlines 11, schiantatosi contro la Torre Nord del World Trade Center, negli attentati dell'11 settembre 2001.

## Biografia

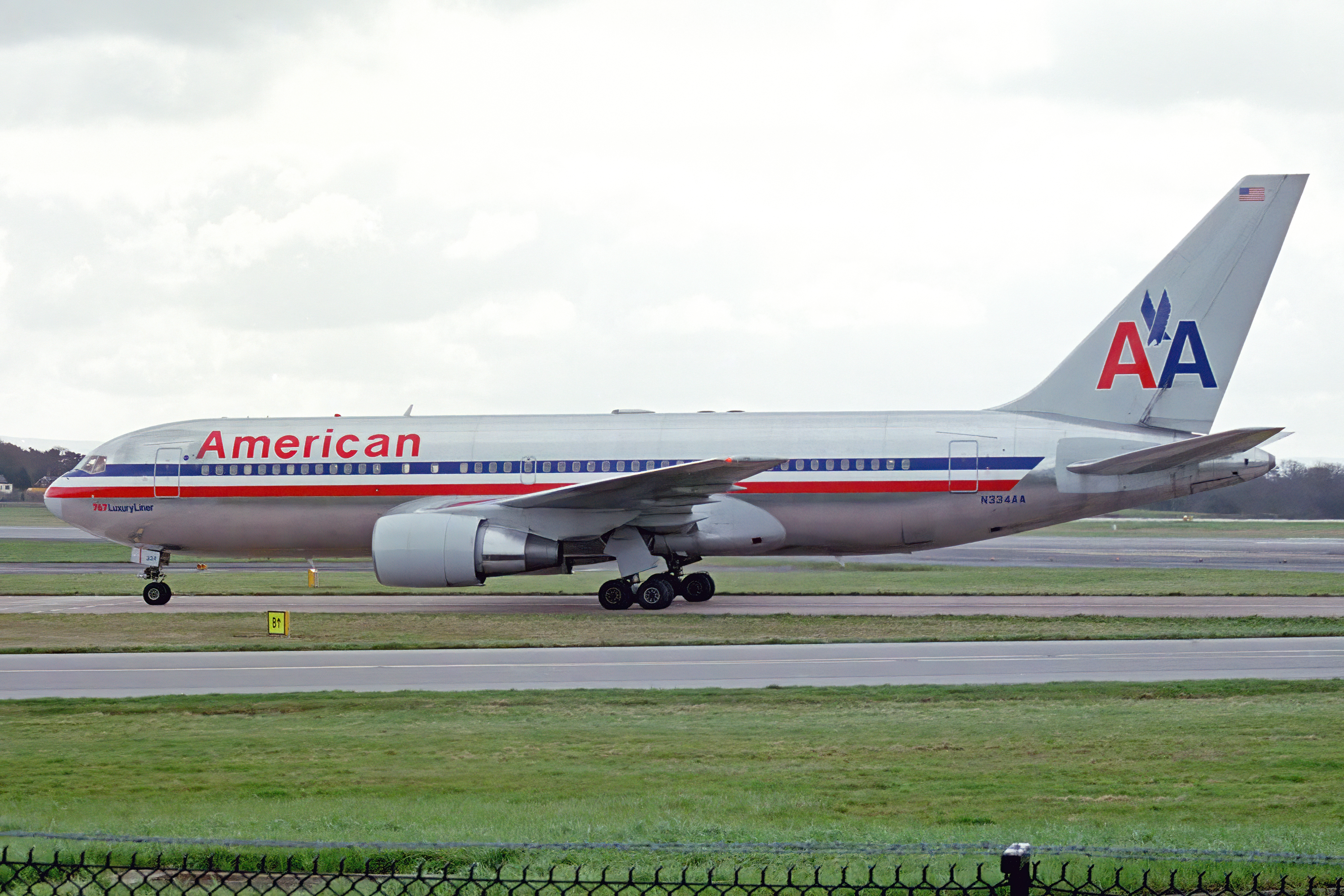
Il Volo AA11 fotografato l'8 aprile 2001

John Alexander Ogonowski nacque il 24 gennaio 1951 nella cittadina di Lowell, capoluogo della Contea di Middlesex. Da ragazzo frequentava la Keith Academy, per poi iscriversi alla Lowell Technological Institute, successivamente divenuta l'Università del Massachusetts Lowell. Nel 1972 si laureò in Ingegneria aerospaziale con il massimo dei voti. Nel 1978 divenne pilota di aerei commerciali. Per più di vent'anni, Ogonowski ha pilotato aerei dell'American Airlines, divenendo uno dei più importanti piloti della compagnia statunitense. Ogonowski era sposato con l'assistente di volo Mary Margaret ed aveva 3 figli.

### Morte
La mattina dell'11 settembre 2001, Ogonowski e il copilota Thomas McGuinnes si imbarcarono sul Volo American Airlines 11, con destinazione Los Angeles. Il volo decollò alle 7:59, con dieci minuti di ritardo. La sua morte risale alle 8:14 circa, all'inizio del dirottamento dell'aereo, probabilmente secondo le ipotesi il suo assassino fu Mohamed Atta. Dopo il dirottamento, l'assistente di volo Betty Ong, alle 8:19 circa chiamò all'American Airlines affermando che uno dei passeggeri di prima classe (Daniel Lewin) era stato accoltellato, e che i dirottatori avevano preso il controllo dell'aereo. Alle 8:46:40 il Volo American Airlines 11 si schiantò, alla velocità di (750 km/h) contro la Torre Nord del World Trade Center, tutti i passeggeri e i membri dell'equipaggio morirono nell'impatto.